# Puerto Ayora
Puerto Ayora – miasto w prowincji Galápagos w Ekwadorze, na wyspie Santa Cruz. Jest największą miejscowością wysp Galapagos, według danych z 2010 roku liczyło 11 974 mieszkańców.
Jest to główne centrum turystyczne archipelagu – znajduje się tu port, szpital i wiele obiektów usługowych, w tym banki i biura linii lotniczych. Jest tu również stacja biologiczna Charles Darwin Research Station (CDRS) i siedziba Parku Narodowego Galapagos.

## Galeria zdjęć

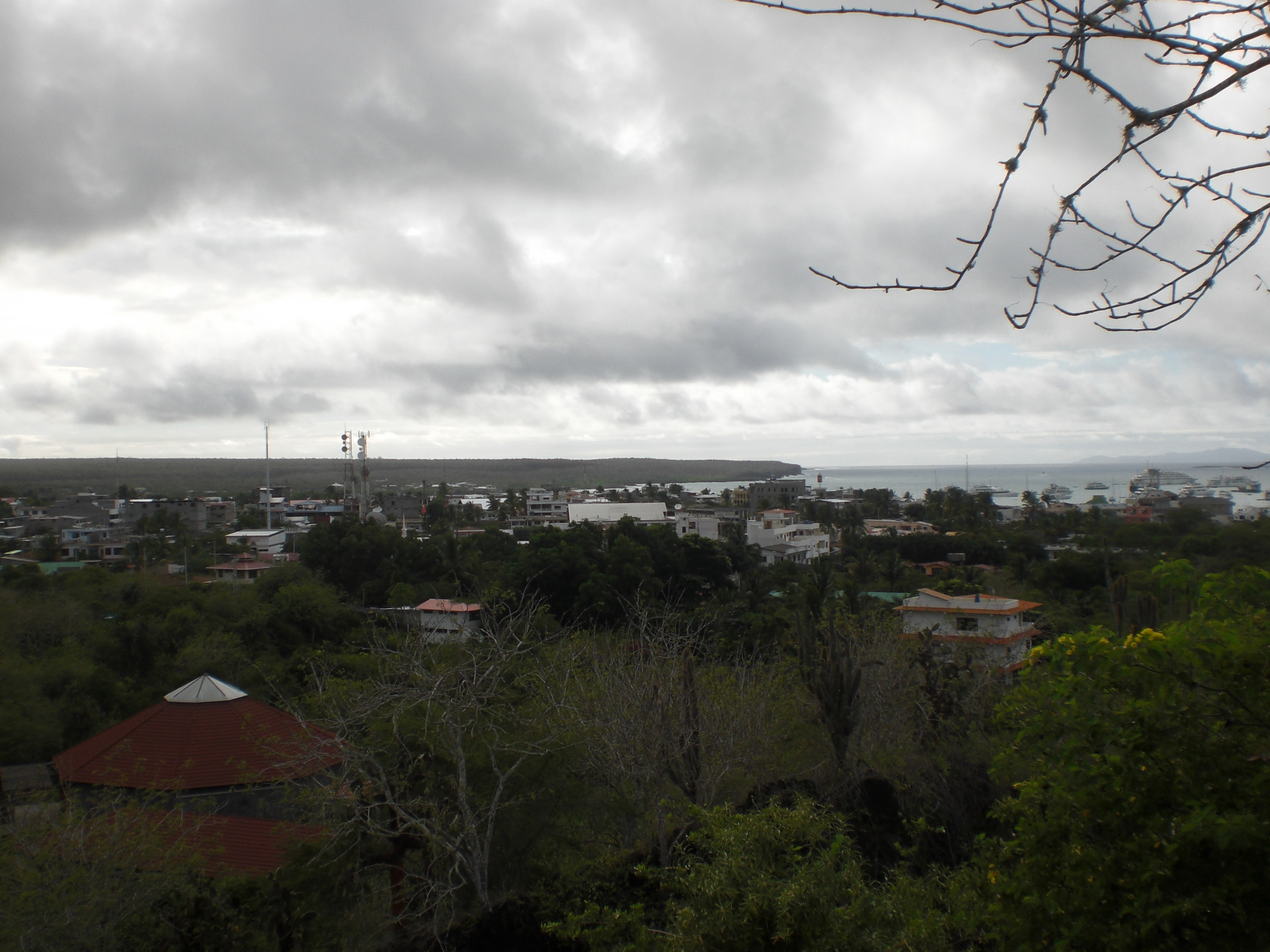
Widok na miasto
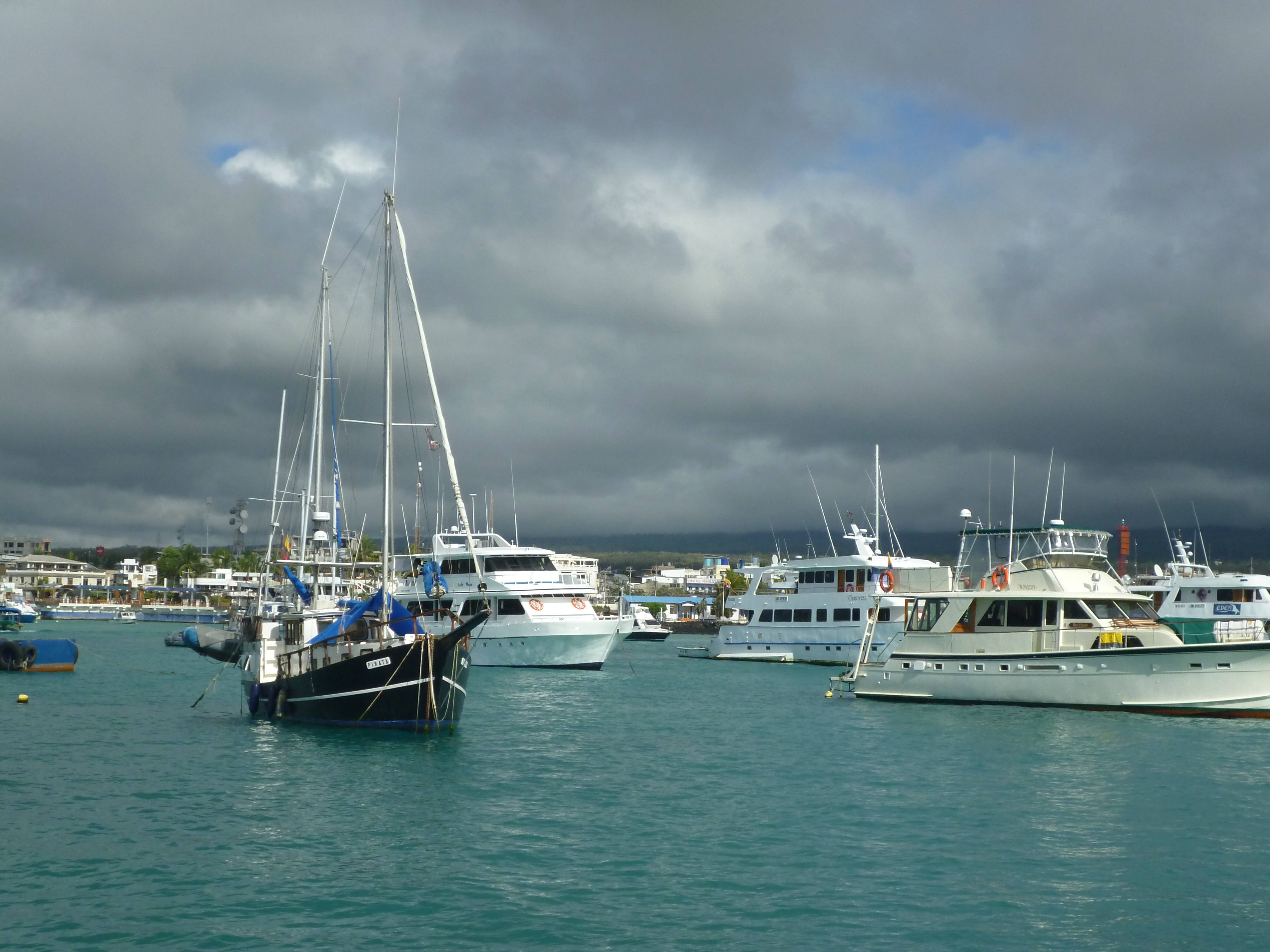
Statki w porcie w Puerto Ayora
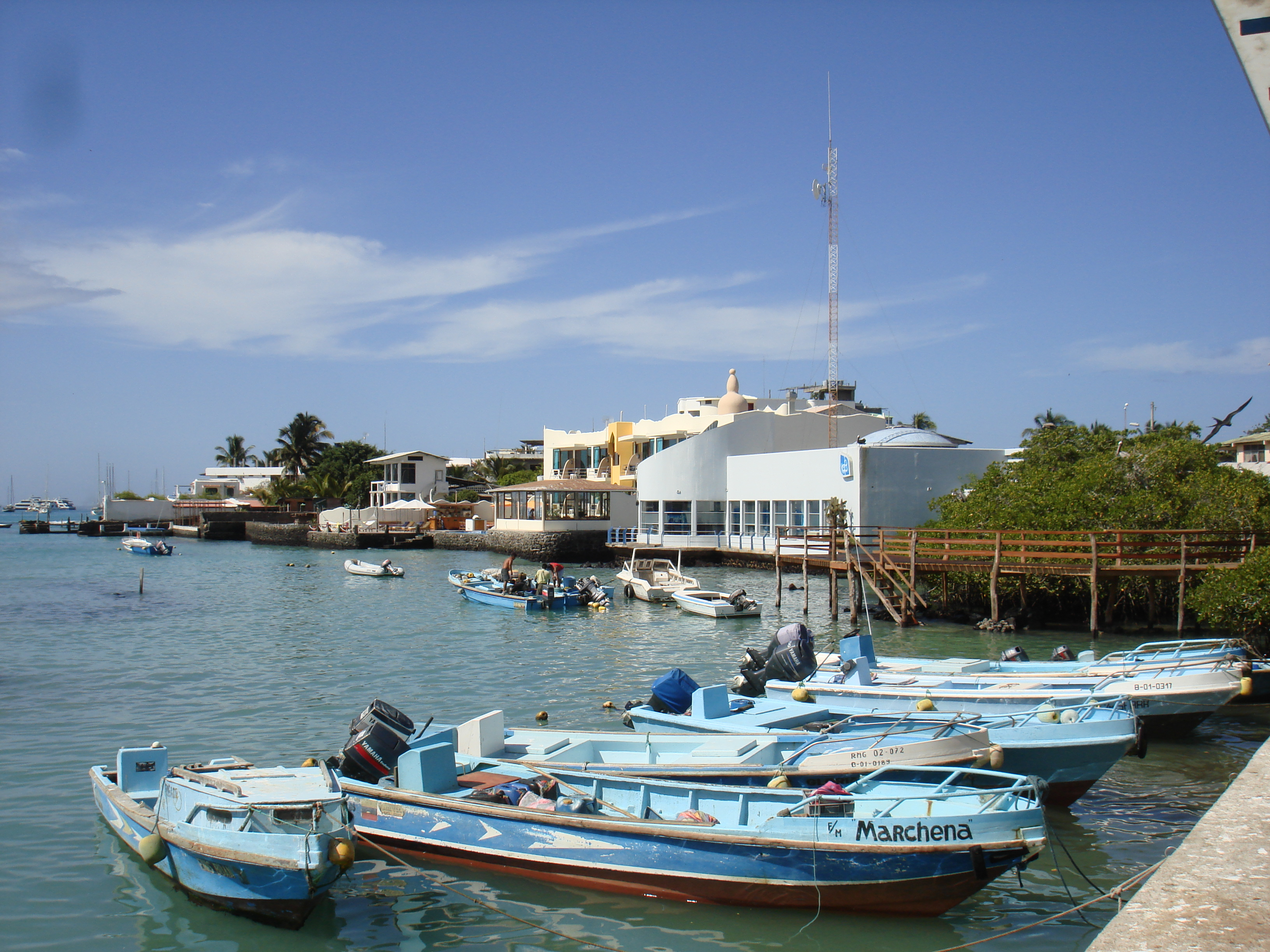
Przystań
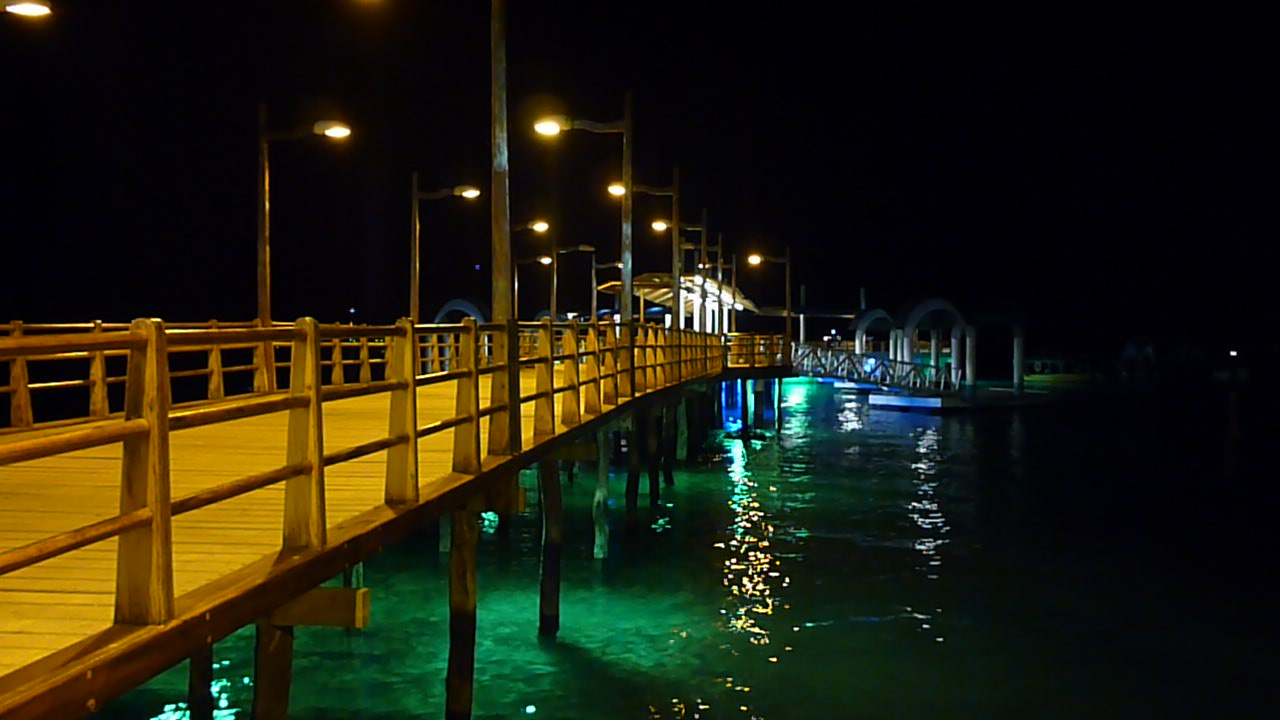
Port w nocy
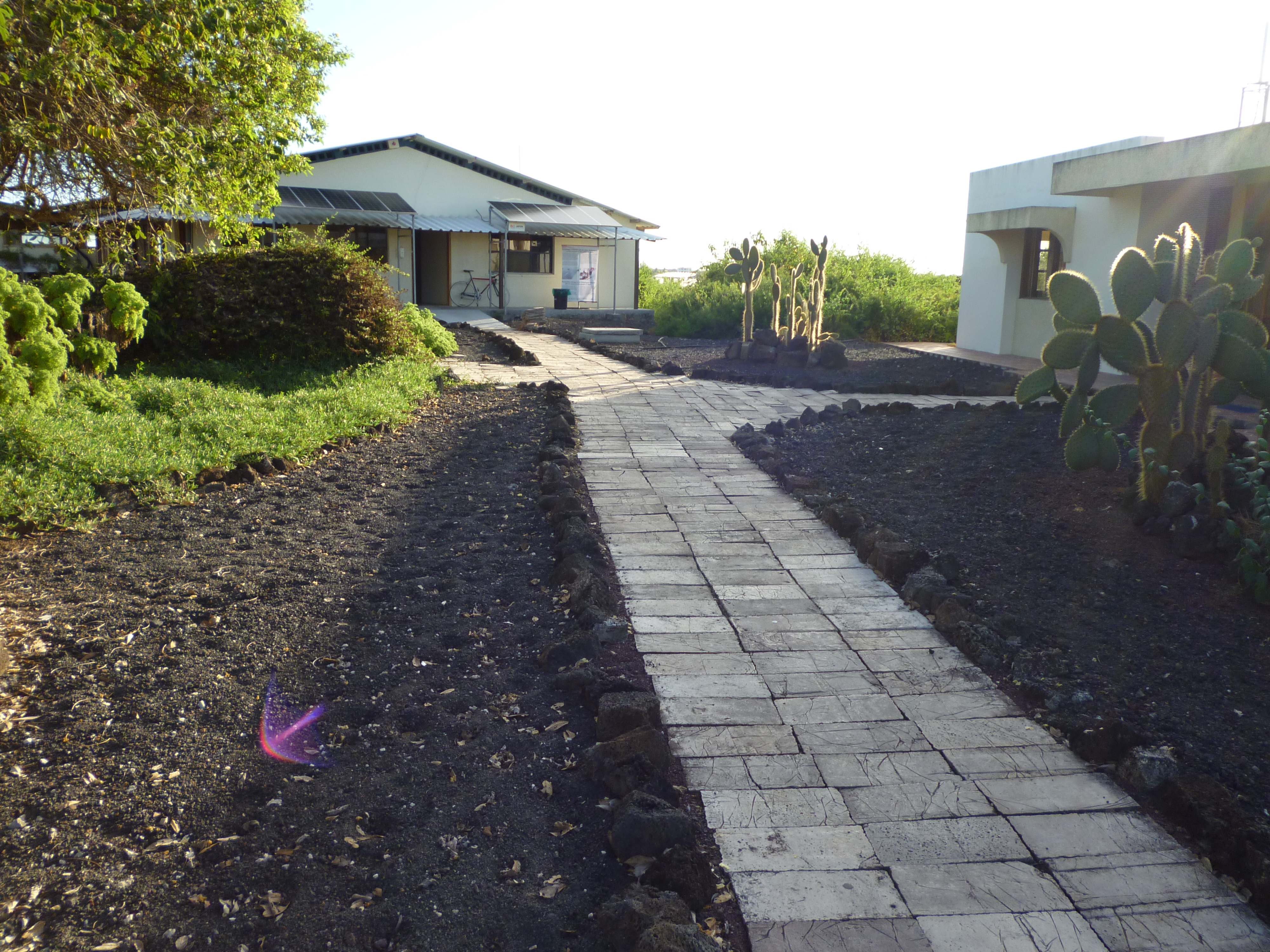
Stacja biologiczna Charles Darwin Research Station
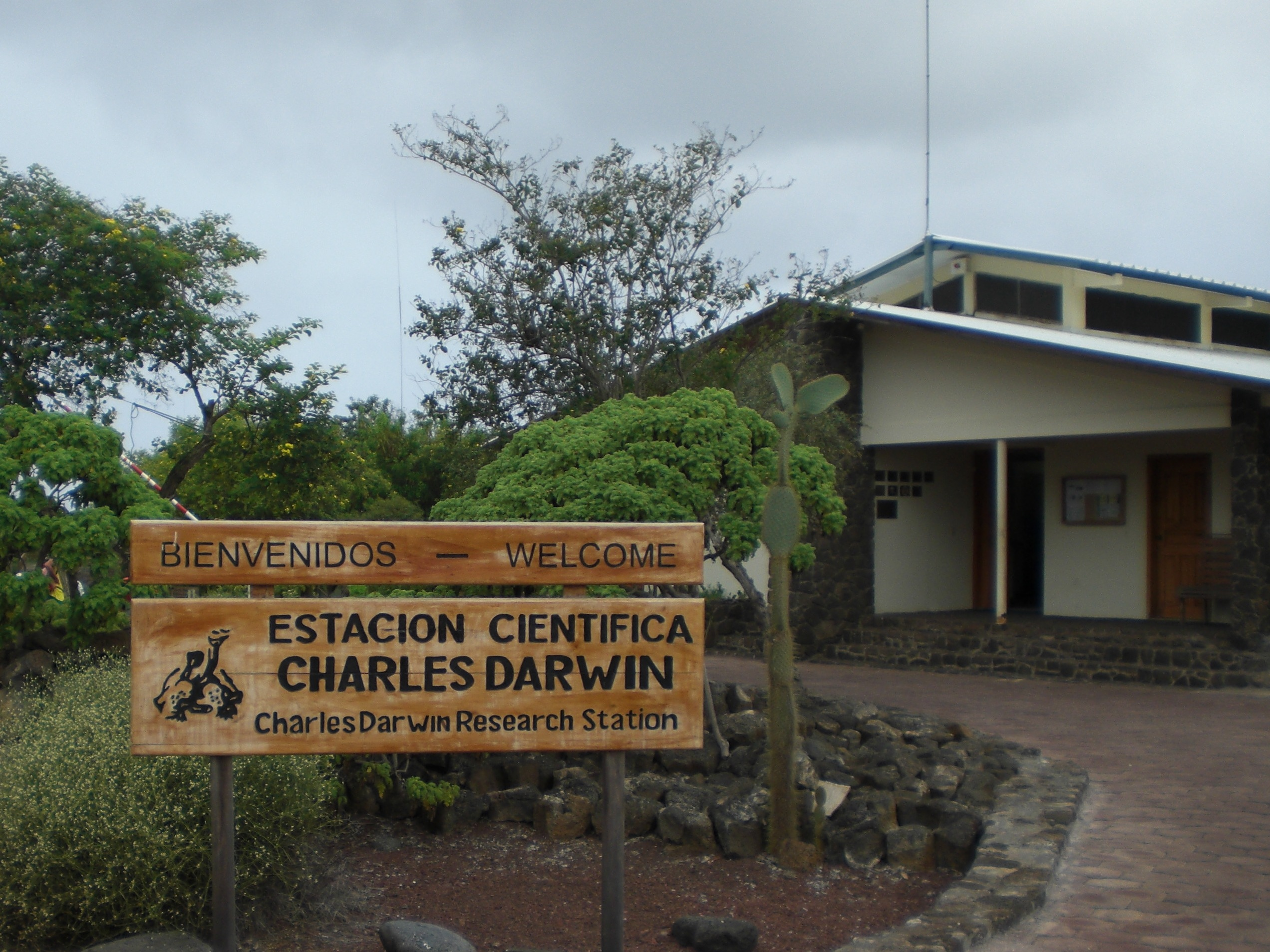
Wejście na teren stacji